# シャルル・ダングレーム (オルレアン公)
シャルル・ダングレーム（Charles d'Angoulême, 1522年1月22日 - 1545年9月9日）は、フランス王フランソワ1世と王妃クロード・ド・フランスの三男で、アンリ2世の弟。オルレアン公およびアングレーム公。母方の曾祖父で同名のオルレアン公シャルル（1世）に対してオルレアン公シャルル2世、シャルル2世・ドルレアン（Charles II d'Orléans）、また曾祖父と同じく単にシャルル・ドルレアン（Charles d'Orléans）とも呼ばれる。

## 生涯
オルレアン公位は元は次兄アンリが有していたが、ブルターニュ公および王太子（ドーファン）であった長兄フランソワが早世し、アンリがその地位を受け継いだのに伴い、シャルルが代わってオルレアン公に叙された。
イタリア戦争の和平の一環として、神聖ローマ皇帝兼スペイン王カール5世の娘マリアやカールの弟ローマ王（のち神聖ローマ皇帝）フェルディナント1世の娘アンナとの縁談もあったが、いずれも実現しないまま、1545年に23歳で病死した。